# Antennaria racemosa
Antennaria racemosa là một loài thực vật có hoa trong họ Cúc. Loài này được Hook. mô tả khoa học đầu tiên năm 1834.